# Angioma rubino
L'angioma rubino è un emangioma cutaneo costituito da una piccola chiazza o papula rossa.

## Epidemiologia
È il più comune emangioma cutaneo e la sua incidenza aumenta all'aumentare dell'età. Circa il 75% degli individui di età superiore ai 75 anni sviluppa almeno una di queste lesioni che iniziano ad apparire spesso tra il terzo e il quarto decennio di vita. Sono piuttosto rari prima dei 10 anni d'età. Non vi è differenza nella prevalenza tra i sessi o tra le varie etnie. Le donne in gravidanza presentano una prevalenza maggiore rispetto alla popolazione generale. L'esposizione a bromuri e solventi aumenta il rischio di sviluppare questo tipo di lesioni.

## Patogenesi
Si pensa che ridotti livelli di mir-424 determinino un aumento dell'espressione di MEK1 e della ciclina E1 che favoriscono la proliferazione delle cellule endoteliali.

## Istologia
È costituito da una proliferazione di capillari delimitati da cellule endoteliali prominenti, dal lume ristretto, che si distribuiscono con un pattern lobulare nel derma papillare.

## Clinica
Si tratta di una proliferazione vascolare costituita da una chiazza o da una piccola papula da rosso vivido a viola, singola o multipla, dal diametro variabile da uno a pochi millimetri, di forma circolare o ovalare e di consistenza molle. Possono insorgere in qualsiasi sede cutanea ma principalmente nella metà superiore del tronco e agli arti superiori, raramente a mani e piedi e mai alle mucose.
Sono asintomatici, possono determinare un lieve sanguinamento in seguito a trauma.

## Diagnosi
La diagnosi è clinica e solitamente non pone problemi. Possono essere confusi con l'angiocheratoma che tuttavia presenta un aspetto ipercheratosico, con un nevo blu qualora presentino una tinta blu-violacea, con un'emangioma infantile se di dimensioni molto piccole. In questi casi può essere utile ricorrere alla dermatoscopia. Una biopsia cutanea è da effettuarsi solo se vi è un dubbio diagnostico.

## Terapia
Sono lesioni benigne e non è necessario alcun intervento terapeutico. Possono essere rimossi per ragioni estetiche con shave biopsy, elettrocauterizzazione, crioterapia, dye laser pulsato 585 nm, laser Nd:YAG, o luce pulsata ad alta intensità.